# Dom Petrascha w Tarnowskich Górach
Dom Petrascha – zabytkowa (figurująca w gminnej ewidencji zabytków ) kamienica wybudowana w XVI wieku , wielokrotnie przebudowana (w XVIII i XIX wieku), znajdująca się pod numerem 2 przy Rynku w Tarnowskich Górach.

## Historia

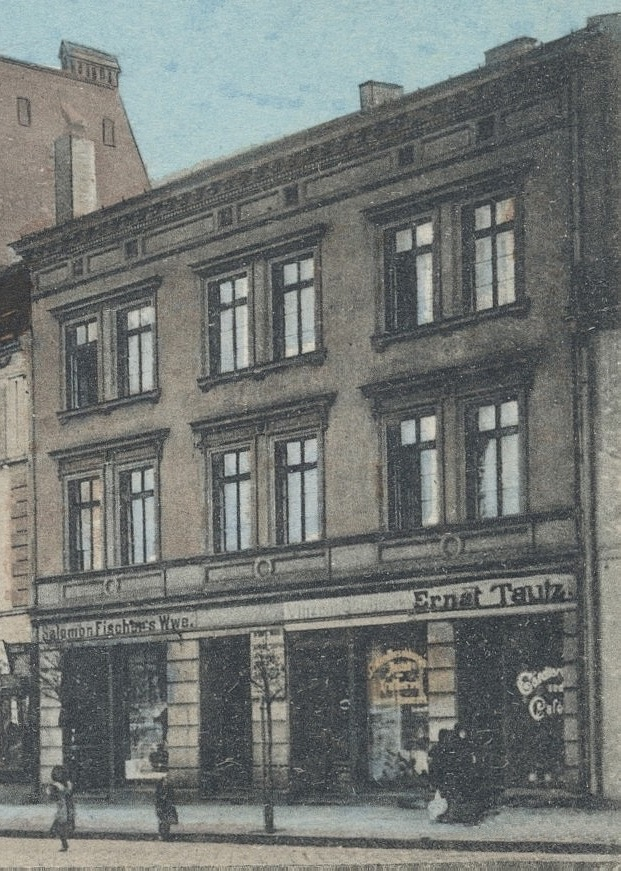
Dom Petrascha widoczny na fragmencie pocztówki z lat 1910–1920

Mieszczański dom w południowej pierzei tarnogórskiego rynku, tuż przy siedzibie starostów ziemi bytomskiej (dom pod numerem 1, obecny Dom Sedlaczka), powstał w XVI wieku . W 1670 roku budynek był własnością Balcera Taubego i gościł część dworu cesarzowej Eleonory Gonzagi, która zmierzała wraz z córkami, Eleonorą Marią i Marią Anną, na ślub tej pierwszej z królem Polski, Michałem Korybutem Wiśniowieckim . W 1697 roku, przygotowując się na przyjęcie elektora saskiego i przyszłego króla Polski Augusta oraz jego dworu, dom pod numerem 2 przebudowano, wybijając przejścia łączące go ze starostwem i sąsiednim domem pod numerem 3 (Dom Wieprzowskiego), a dalej z urzędem górniczym (nieistniejący budynek pod numerem 4, w miejscu współczesnego ratusza) .
W październiku 1706 spadkobierca Balcera, poborca cła Jan Taube, sprzedał budynek za 400 talarów Bernardowi Ferdynandowi Petraschowi (Petraszowi) , od którego nazwiska pochodzi powszechnie używana nazwa zwyczajowa domu . Był on cesarskim mistrzem pocztowym i jednym z najbogatszych obywateli miasta na początku XVIII wieku, który wsławił się licznymi darowiznami na rzecz parafii katolickiej  . W 1713 roku założył pierwszą tarnogórską księgarnię . W 1714 roku był radnym miejskim, w latach 1720–1735 piastował funkcję burmistrza, jednocześnie wzmiankowany jest jako górmistrz (1724) i cesarsko-królewski decymator (1726). Zmarł 16 kwietnia 1737 roku .
W 1746 roku budynek spłonął w pożarze miasta. Należał wówczas do spadkobierców Petrasza, a wartość katastralna zabudowań wynosiła 700 talarów. W 1765 odbudowany dom odnotowany jest jako własność syna Bernarda, Antona . Kolejnym właścicielem budynku był kasjer, a w latach 1807–1822 burmistrz miasta, Leopold Kalischek; prywatnie mąż Antonii Barbary Petrasch, córki Antona, która przez kilka lat po śmierci Leopolda figurowała w katastrach jako właścicielka posesji . Około 1830 roku Dom Petrascha stał się własnością Jacoba Kremskiego, który zajmował się handlem płótnami .
Z lat 1843 i 1857 pochodzą stosunkowo dokładne opisy budynku, który miał wówczas dwie kondygnacje, 14,5 m szerokości i 17 m długości, był murowany z cegły, o bezszczytowej fasadzie, a jego dach kryty był gontem .
W latach 60. XIX wieku od spadkobierców Kremskiego dom zakupił handlarz drewnem Jacob Feig. Zdecydował on o jego zburzeniu do poziomu piwnic i postawieniu nowej kamienicy, która w niemal niezmienionym stanie przetrwała do dziś . Projekt przebudowy oraz późniejsze prace budowlane wykonane zostały najprawdopodobniej w 1864 roku przez mistrza murarskiego Constantina von Koschützkiego, który był w tym okresie jednym z najbardziej popularnych budowniczych w mieście. W marcu 1865 roku sporządził on również plan rozbudowy wschodniej oficyny budynku. Odtąd nowo powstała kamienica jest trzykondygnacyjna, o płaskim dachu, z dwiema dwukondygnacyjnymi oficynami oraz prostą sześcioosiową elewacją o klasycznych formach  .
W latach 80. XIX wieku kamienica była własnością Johanny Fischer, wdowy po Salomonie, która zleciła w 1887 roku budowniczemu Adolfowi Goerkemu przebudowę parteru i kolejną rozbudowę wschodniej oficyny . W parterowej części budynku na początku XX wieku mieścił się sklep z konfekcją wdowy Fischer i sklep obuwniczy Alvine Poppelauer, a także cukiernia i kawiarnia Ernsta Tautza. Rodzinną firmę prowadził w tym czasie kupiec Emanuel Fischer, który był jednocześnie wieloletnim członkiem Kolegium Reprezentantów Gminy Synagogalnej, zaś po jego śmierci około 1919 roku budynek stał się własnością Siegfrieda Kamma .
Wielokrotne przebudowy na przestrzeni wieków sprawiły, że z pochodzącego z XVI wieku budynku oryginalne pozostały jedynie piwnice o kolebkowym sklepieniu , natomiast ze wzniesionej w XIX wieku kamienicy zachowała się w pierwotnej formie elewacja obu pięter i poddasza, parter ulegał z kolei wielokrotnym przebudowom .
Współcześnie na parterze mieści się pizzeria „Sapori Divini” oraz część restauracji „Sedlaczek”. Na piętrach znajdują się mieszkania.